# هورست بورچردینگ
هورست بورچردینگ (انگلیسی: Horst Borcherding; ۸ اکتبر ۱۹۳۰ – ۹ فوریهٔ ۲۰۱۵) بازیکن فوتبال اهل آلمان بود.
از باشگاه‌هایی که در آن بازی کرده‌است می‌توان به باشگاه فوتبال اسنابروک اشاره کرد.
وی همچنین در تیم ملی فوتبال زارلند بازی کرده‌است.